# برونو كلاين
برونو كلاين (بالإنجليزية: Bruno Klein)‏ (و. 1858 – 1911 م) هو ملحن، من الولايات المتحدة الأمريكية، ولد في أسنابروك، توفي في مدينة نيويورك، عن عمر يناهز 53 عاماً.